# OTE торањ
ОТЕ торањ је торањ висок 76 метара  који се налази у Међународном изложбеном центру у Солуну, у централном делу Солуна. Кула је отворена 1966. године, а реновирана је 2005. године.
Кулу је пројектовао грчки архитекта Александрос Анастасијадис и завршен је 1965. године, а први црно-бели пренос на грчкој телевизијској мрежи одвијао се са торња 1971. Торањ је такође коришћен 1970-их за подршку антенама експерименталне ВХФ аналогне мобилне телефонске мреже. Данас га користи мрежа мобилне телефоније Cosmote.
Данашња кула, осим што има статус модерног споменика града и коју користи Cosmote, отвара се за догађаје и изложбе током Међународног сајма у Солуну, док Skyline Café-Bar, окретни ресторан, ради током целе године на врху торња.

## Историја

### Пројектовање и изградња
ОТЕ торањ пројектовао је архитекта Александрос Анастасијадис 1966. године, а њена изградња је завршена у две фазе.

### Прва фаза: Дизајн, избор локације и први спрат
У првој фази (од 1966. до 1969. године) урађена је општа студија архитектонске и статичке стабилности. Након опсежног истраживања, HELEXPO је одабрао површину од 435 квадратних метара поред ТИФ Јужне капије за изградњу торња - почетне студије су га означиле као павиљон за демонстрацију технологије једног пода - који ће бити изграђен. Током ове фазе, инжењер А. Агелидис је припремио први нацрт планова, који су одмах одобрени и Апостолос Александропулос је обезбедио уговор о изградњи на конкурсу ТИФ. У току године постављени су темељи и изграђени подрум, ниво спрата и први спрат како би још недовршена кула висока 8,4 метра служила као ОТЕ павиљон на 34. међународном сајму у Солуну у септембру 1969.

### Друга фаза: Завршетак и отварање куле
У другој фази (од марта до августа 1970. године) изграђени су други, трећи, главна опсерваторија (четврти) и пети спрат и постављена је антена. Торањ је раније први пут отворен за јавност у свом садашњем облику на 35. ТИФ-у у септембру 1970. године, са најсавременијом ротирајућом опсерваторијском платформом коју је дизајнирала и изградила компанија Rohr, што је омогућило туристима да се диве панорамском погледу.

## Архитектура и дизајн
ОТЕ торањ је мешавина модернистичке и футуристичке архитектуре. Дизајниран је око главног тола који садржи лифтове и степениште за хитне случајеве. Око ове структуре налази се неколико великих дискова различитог пречника који укључују корисне просторе торња:
- Први спрат: мала цилиндрична комора коришћена у прошлости као канцеларија и сала за конференције
- Други спрат: двоспратна цилиндрична конструкција са степеништем за хитне случајеве који се окреће око ивица, коришћена у прошлости као уметничка галерија
- Трећи спрат: цилиндрична комора која се користи као студио за снимање
- Четврти спрат: главни ниво опсерваторије, смештен је обртни ресторан Skyline
- Пети спрат: мали простор у облику бурета, коришћен у прошлости као станица за емитовање уживо

Између спратова су мали балкони који обезбеђују излазе за случај опасности. Они су доступни само са главног улаза (забрањено за јавност од реновирања 2005. године), осим оног између трећег и четвртог спрата коме се такође приступа преко ресторана Skyline.

## Галерија
- Поглед са куле
- Кула како се види из далека
- Кула ОТЕ како се види са Беле куле
- ОТЕ торањ ноћу
- Поглед на торањ с Беле куле